# Magistralni put M3 (Montenegro)
Der Magistralni put M3 ist eine Nationalstraße in Montenegro und verbindet die Landeshauptstadt Podgorica mit Nikšić und der Grenze zu Bosnien und Herzegowina bei Šćepan Polje südlich von Foča. Die Länge der Straße beträgt 134 Kilometer. Der M3 bildet zugleich einen Abschnitt der Europastraße 762.
Seit der Neunummerierung der montenegrinischen Hauptstraßen im Jahr 2016 ersetzt die M3 zusammen mit der südlich anschließenden M4 den auf die frühere jugoslawische Nummerierung zurückgehenden Magistralni put M18.

## Verlauf
Die M3 führt auf der Trasse der ehemaligen M18 von Šćepan Polje zunächst im Tal der Piva über Plužine und Nikšić, die zweitgrößte Stadt in Montenegro, nach Danilovgrad. Von dort verläuft die Straße weiter nach Podgorica und trifft dort auf den Magistralni put M2. Als M4 wird der Straßenverlauf fortgesetzt bis zur montenegrinisch-albanischen Grenze am Skutarisee.